# Canning, Argentina
Canning är ett område i provinsen Buenos Aires i Argentina, och omfattar delar i Esteban Echeverría och Ezeiza. Folkmängden uppgår till cirka 9 000 invånare.

## Geografi
Canning ligger 29 meter över havet. Terrängen runt Canning är mycket platt. Runt Canning är det tätbefolkat, med 442 invånare per kvadratkilometer.. Trakten runt Canning består till största delen av jordbruksmark.